# بوستون (پنسیلوانیا)
بوستون (به انگلیسی: Boston) یک منطقهٔ مسکونی در ایالات متحده آمریکا است که در شهرستان الگینی، پنسیلوانیا واقع شده‌است. بوستون ۵۴۵ نفر جمعیت دارد.